# Edison's Phonograph Doll
Edison's Phonograph Doll är en leksaksdocka utvecklad av Edison Phonograph Toy Manufacturing Company (grundat av William W. Jacques och Lowell Briggs 1887) och introducerad 1890. Dockan utvecklades av Thomas Edison 1877. Den var 22 tum lång, och innehöll en borttagbar fonograf som spelade barnvisor. Utvecklingen tog flera år.
- Twinkle, twinkle little star (1888)
- Hickory Dickory (1889)
- Twinkle, twinkle little star (1890)
- There was a little girl (1890)
- Twinkle, twinkle little star(1890)
- Little Jack Horner (1890)
- Now I lay me down to sleep (1890)
- Jack and Jill (1890)

### Fotnoter
1. ↑  http://www.edisontinfoil.com/doll.htm